# Attagenus bezdeki
Attagenus bezdeki là một loài bọ cánh cứng trong họ Dermestidae. Loài này được Háva & Kadej miêu tả khoa học năm 2007.